# Studeněves
Studeněves település Csehországban, a Kladnói járásban. Studeněves Řisuty, Slaný, Tuřany és Přelíc településekkel határos. Lakosainak száma 522 fő (2024. január 1.).

## Népesség
A település lakosságának változását az alábbi diagram mutatja:
| Lakosok száma | 240  | 276  | 258  | 328  | 349  | 303  | 485  | 481  | 492  | 522  |
|               | 1869 | 1890 | 1921 | 1950 | 1980 | 2001 | 2017 | 2019 | 2022 | 2024 |